# 小行星9235
小行星9235（9235 Shimanamikaido）是一颗围绕太阳公转的小行星。1997年2月9日，中村彰正在久万高原町发现了此天体。
該小行星以日本的高速公路島波海道命名。
这颗小行星的绝对星等为173.08306等。